# Гридль

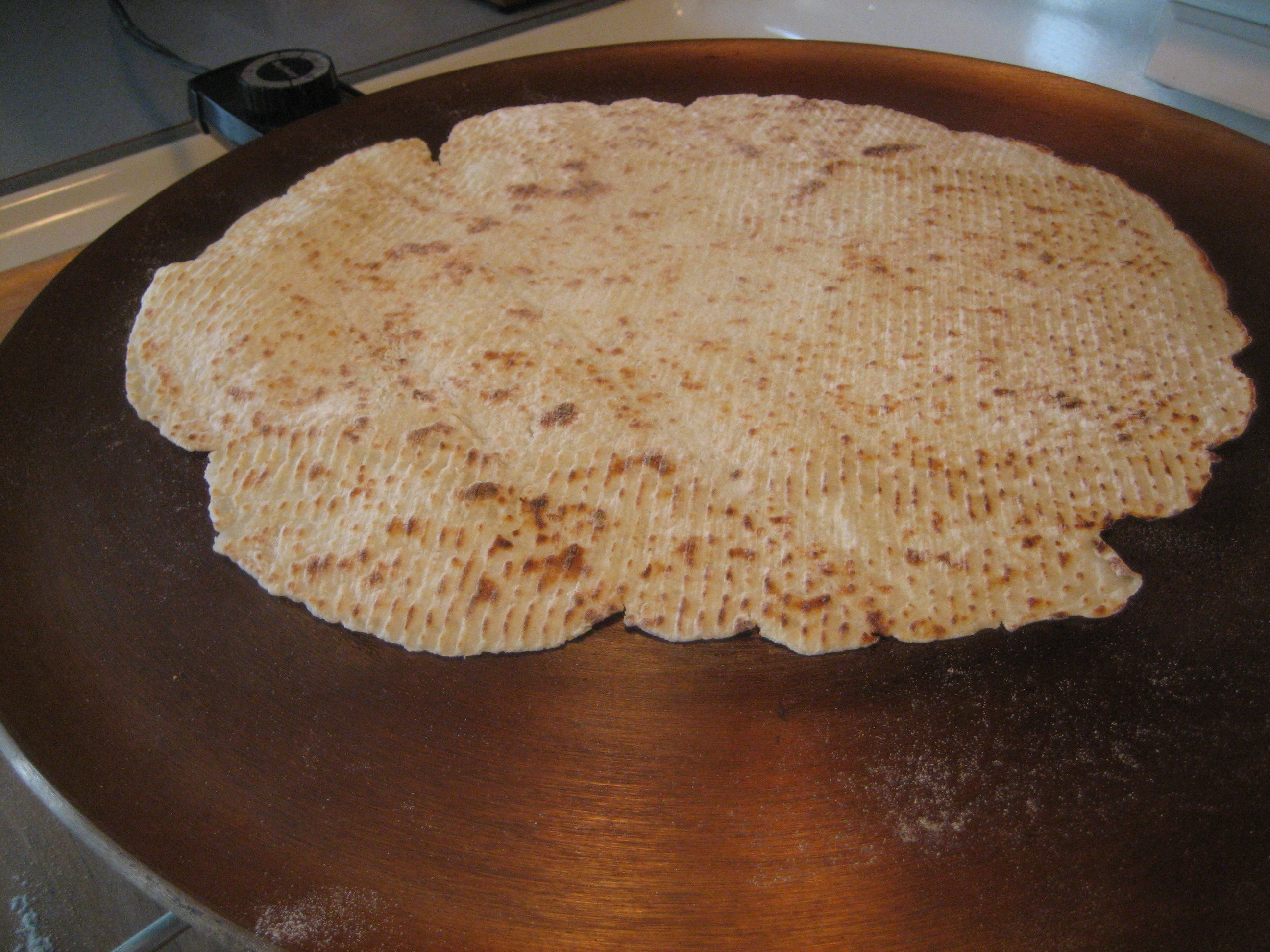
Приготування Лефсе на електричному гридлі.

Гридль (англ. griddle) (у Великій Британії називають англ. girdle «пасок»), — це пристрій для приготування їжі, що складається переважно з широкої, зазвичай плоскої поверхні для готування. У сучасності це може бути пересувне металеве приладдя, як пласка сковорода або плаский лист, плоска нагрівальна поверхня, вбудована в кухонну плиту, або компактний кухонний прилад з власною системою нагрівання, приєднаною до вбудованого гридля, що виконує роль поверхні для готування їжі.
Традиційний гридль може бути цегляною плитою або пластиною, або плоским або вигнутим металевим диском, тоді як у розвинених країнах гридль найчастіше являє собою плоску металеву пластину. Гридль може мати як побутове, так і комерційне застосування, і може нагріватися прямо або опосередковано.  Нагрівання може бути забезпечено полум'ям, що підтримується дровами, вугіллям або газом; або електричними елементами.  Гридлі у комерційних закладах працюють на електриці, природному газі або пропані.
Гридлі можна зробити з чавуну, але є й антипригарні різновиди. Побутовий гридль може бути виготовлений з чавуну, алюмінію, хромованої або вуглецевої сталі. Переважна більшість гридлів у комерційних закладах виготовлені зі сталі, хоча деякі з них з нержавіючої сталі або композитних матеріалів з нержавіючої сталі та алюмінію.  Поверхні плит гридлів у закладах можуть бути виготовлені з чавуну, полірованої сталі, холоднокатаної сталі або можуть мати хромовану обробку.
У США термін «гридль» відноситься або до важкої плоскої металевої пластини з ручкою, або до спеціальної нагрітої поверхні на плиті, і найбільш легко асоціюється з приготуванням панкейків. Термін розповсюджується зі зростанням ринку вуличних гридлів.

## Етимологія
Слово griddle засвідчено в англійській мові 13-го століття, і воно, ймовірно, походить від англо-французького gridil, який з часом розвинувся від латинського слова craticula, «маленька сітка» (kraticula — graille — gredil — gridil),, можливо, через латинське craticulum, «тонке лозоплетіння».
Британською англійською його також називають girdle.

## Традиційний і ранній модерн

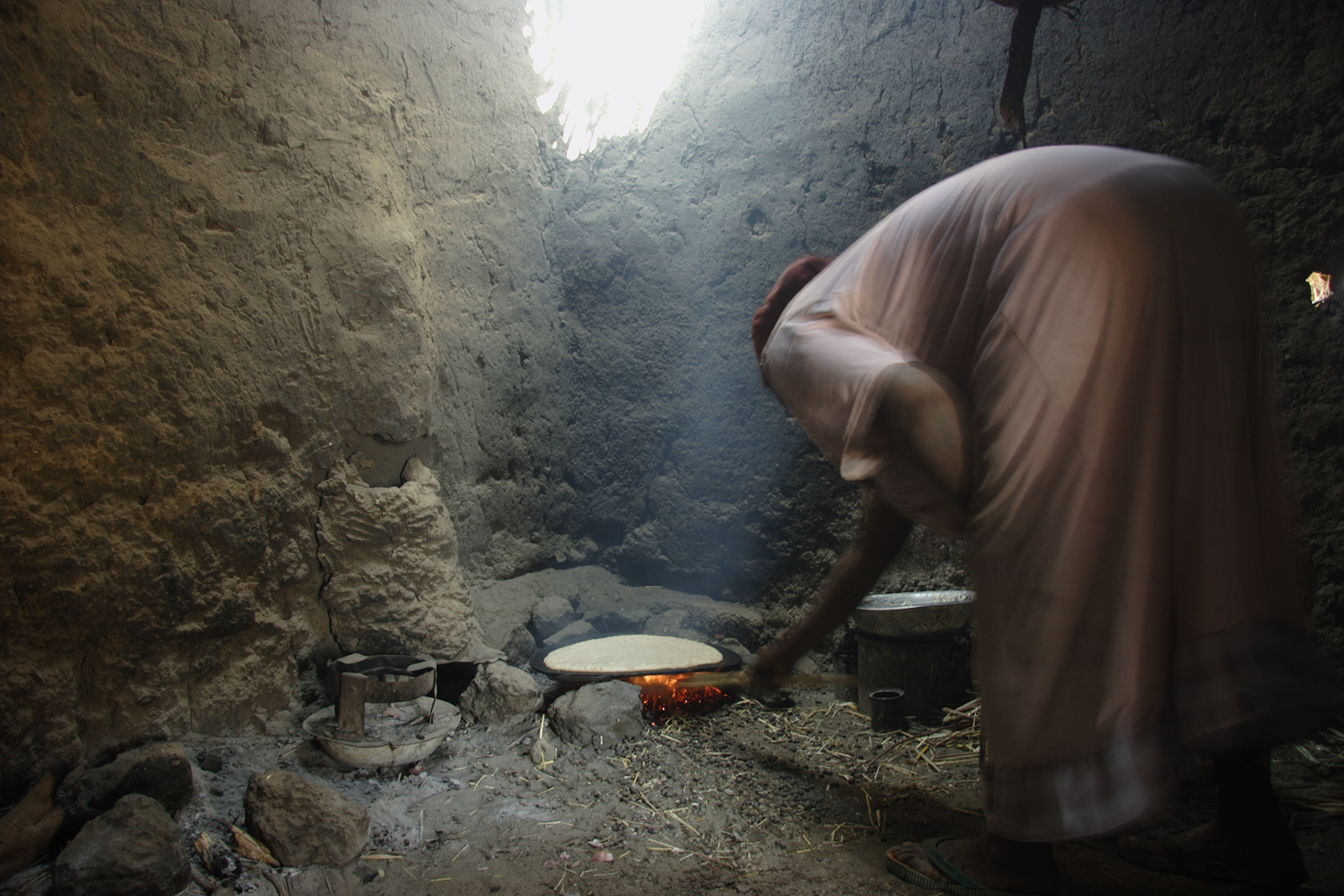
Готування плаского хлібу на гридлі

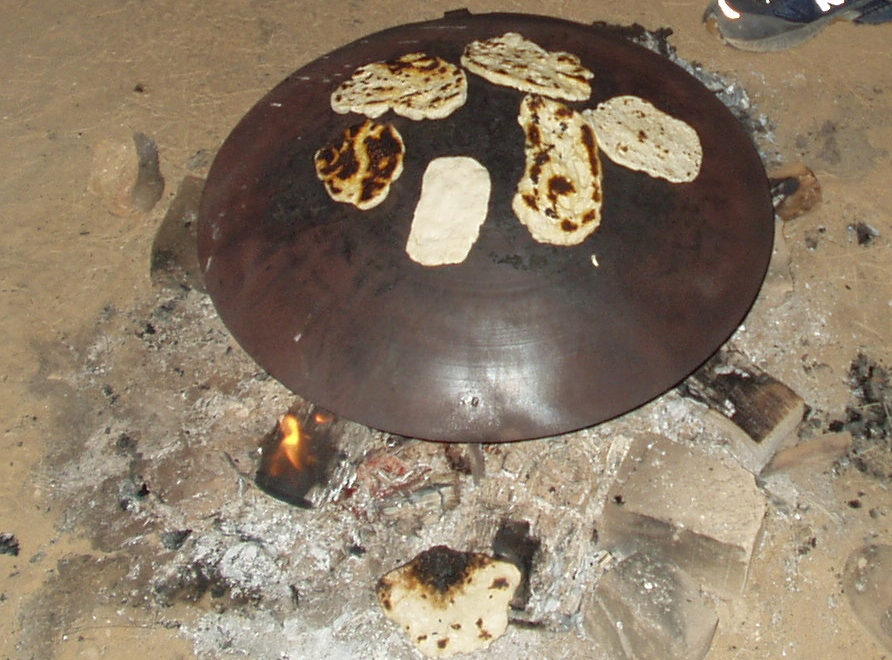
Плаский хліб на опуклому близькосхідньому гридлі садж

Традиційні гридлі включають кам'яну або цегляну плиту або пластину і неглибоку тарілку, наповнену піском. Перші зазвичай нагрівають до температури приготування перед тим, як покласти на них їжу, а другі нагрівають після.  Пізніші версії іноді були інтегровані в верхню частину плит на дровах як знімна залізна плита, а пізніше як окрема плита без ручок, що покривала одну або кілька конфорок на газовій або електричній плиті. 

### Середній Схід
У традиційних кухнях Близького Сходу та Південної Азії садж — це опуклий гридль, який використовується для приготування різноманітних видів плаского хліба.

### Латинська Америка
У Латинській Америці одним з традиційних стилів гридля є бударе. Зроблений з каменю або глини, він використовується для приготування різноманітних пласких хлібів таких як тортилья, арепа і казабе. Сучасні версії для комерційного використання є металевими та називаються комалами.

### Велика Британія
У Британії гридль також називають «пасок» (англ. girdle), і він використовується, наприклад, для приготування сконів . Він може мати форму товстої залізної пластини, круглої форми й тримається зверху за ручку-напівобруч.
Традиційний шотландський гридль має плаский кований диск з перевернутим обідком, до якого прикріплена напівкругла ручка з обручем, що дозволяє підвішувати його над вогнем за центральний ланцюжок і гачок. «Пасок» використовуються для приготування сконів, беннок, млинців і вівсяного печива.
Традиційний валлійський пекарський камінь подібний, круглий з цільною ручкою, як правило, чавун, 1 см товщиною. Використовується для приготування валлійських пирогів, крампет і млинців.

### Сполучені Штати
У північній частині штату Нью-Йорк грідль раніше була кришкою, що закривала круглий отвір на поверхні плити, що гріється дровами або вугіллям.

## Комерційні гридлі

### Посуд
Гридлі часто використовуються для приготування страв для сніданку, таких як млинці, французькі тости, яйця та бекон, а також стір-фрай та м'ясні страви, такі як гамбургери, стейки та курячі грудки.

### Технічні деталі
Комерційні гридлі можуть мати ширину 2–6 футів і глибину 18–30 дюймів, а їх пластини можуть бути плоскими або рифленими. Конфорки на частинах гридля можна регулювати вручну або за допомогою термостата.

## Галерея

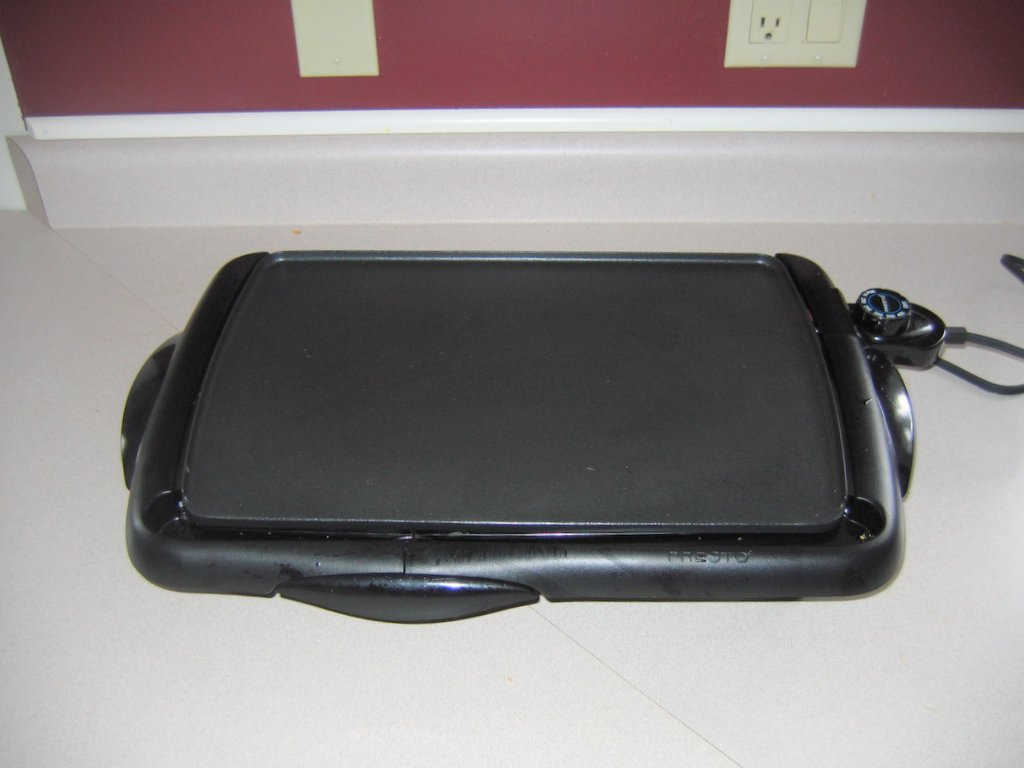
Звичайний побутовий електричний гридль з регулюванням температури
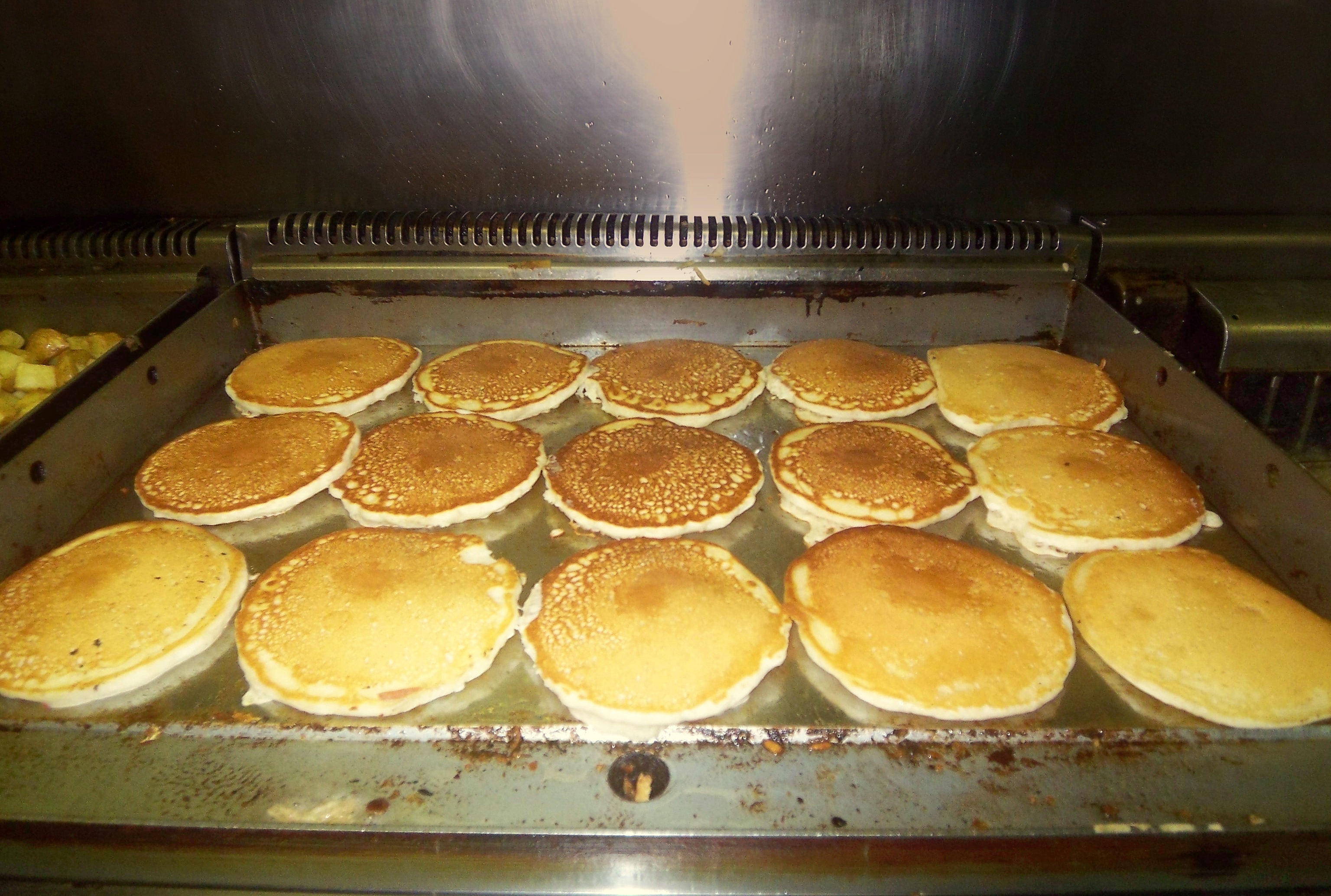
Готування панкейків на гридлі у закладі